# Bani Bu Ali
Bani Bu Ali (بنى بو علي in arabo), è una città dell'Oman nella regione al-Sharqiyya.
Talvolta traslitterata anche come Banī Bū `Alī.